# Аэрофагия
Аэрофа́гия — повышенное заглатывание воздуха при еде. Воздух попадает в желудок, вызывая неприятные ощущения.

Аэрофагией также называется состояние, не связанное с поглощением атмосферного воздуха. Непроизвольное заглатывание воздуха в желудок также может иметь место у утопающего или плохо умеющего плавать человека. Очень часто заглатывают воздух во время кормления грудные дети, что является дополнительным фактором кишечных колик у грудничков.
Имеются данные, что при аэрофагии был успешно применён антипсихотический препарат хлорпромазин, иногда используемый при икоте.
У пациентов с чрезмерной отрыжкой газообразный рефлюкс от желудка до пищевода и глотки не происходит более часто по сравнению со здоровыми людьми. Причиной их отрыжек является воздух, который не доходит до желудка.